# Sainte-Sévère
Sainte-Sévère ist eine südwestfranzösische Gemeinde mit 509 Einwohnern (Stand: 1. Januar 2022) im Département Charente in der Region Nouvelle-Aquitaine. Die Gemeinde gehört zum Arrondissement Cognac und zum Kanton Jarnac. Die Einwohner werden Sévériens genannt.

## Lage
Sainte-Sévère liegt etwa neun Kilometer nordöstlich von Cognac. Umgeben wird Sainte-Sévère von den Nachbargemeinden Bréville im Norden und Nordwesten, Ballans im Norden, Macqueville im Nordosten, Houlette im Osten, Réparsac im Süden sowie Val-de-Cognac im Westen und Südwesten.

## Bevölkerungsentwicklung
| Jahr                       | 1962 | 1968 | 1975 | 1982 | 1990 | 1999 | 2006 | 2017 |
| Einwohner                  | 466  | 474  | 499  | 509  | 578  | 550  | 542  | 524  |
| Quellen: Cassini und INSEE |      |      |      |      |      |      |      |      |

## Sehenswürdigkeiten
- Kirche Sainte-Sévère, 1896/1897 erbaut

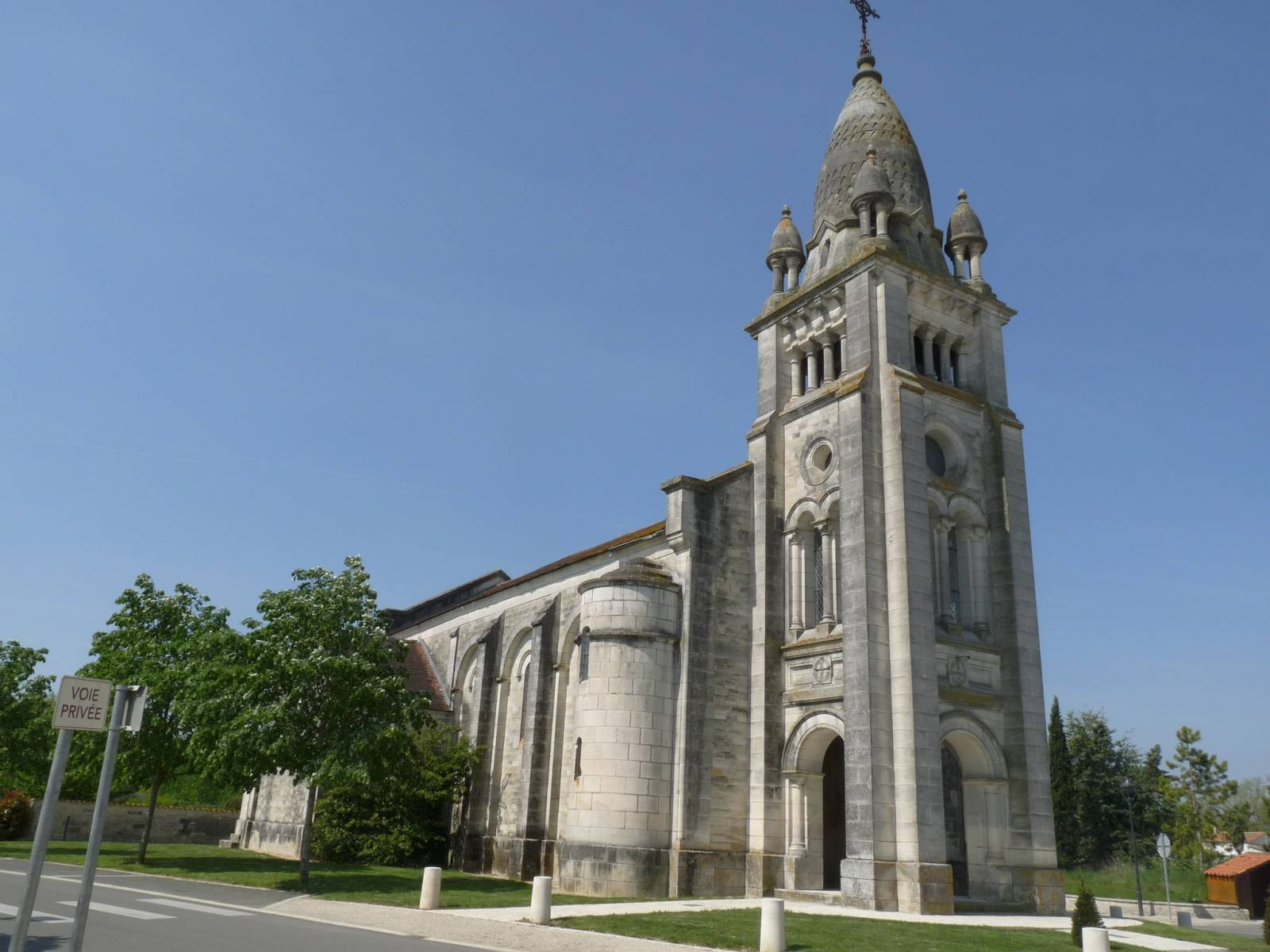
Kirche Sainte-Sévère

- Reste eines römischen Lagers